# Jean-François Bachelot
Jean-François Bachelot (ur. 11 czerwca 1977 w Perpignan) – francuski tenisista.

## Kariera tenisowa
Karierę zawodową Bachelot rozpoczął w 1996 roku, a zakończył w 2007 roku. W grze pojedynczej wygrał dwa turnieje kategorii ATP Challenger Tour. W zawodach gry podwójnej, oprócz zwycięstw w rozgrywkach ATP Challenger Tour, osiągnął jeden finał rangi ATP World Tour.
W rankingu gry pojedynczej Bachelot najwyżej był na 134. miejscu (13 stycznia 2003), a w klasyfikacji gry podwójnej na 74. pozycji (14 lutego 2005).

### Finały w turniejach ATP World Tour
| Legenda                       |
| Wielki Szlem                  |
| Tennis Masters Cup            |
| ATP Masters Series            |
| Igrzyska olimpijskie          |
| ATP International Series Gold |
| ATP International Series      |

#### Gra podwójna (0–1)
| Końcowy wynik | Nr | Data          | Turniej  | Nawierzchnia    | Partner        | Przeciwnicy                          | Wynik finału        |
| ------------- | -- | ------------- | -------- | --------------- | -------------- | ------------------------------------ | ------------------- |
| Finalista     | 1. | 6 lutego 2005 | Mediolan | Dywanowa (hala) | Arnaud Clément | Daniele Bracciali Giorgio Galimberti | 7:6(8), 6:7(6), 4:6 |